# Мин-Булак (Иссык-Кульская область)
Мин-Булак (кирг. Миң-Булак) — село в Тюпском районе Иссык-Кульской области Кыргызстана. Административный центр Аралского аильного округа. Код СОАТЕ — 41702 225 810 01 0.

## Население
По данным переписи 2009 года, в селе проживало 645 человек.
По данным переписи 2022 года в селе проживало 831 человек.